# Georges Bank
Georges Bank, veliki podvodni plato u Atlantskom oceanu koji se proteže od Cape Coda, Massachusetts (SAD), i otoka Cape Sable Island, Nova Škotska (Kanada). Ovo područje kao i Grand Banks poznato je po opasnim strujama i maglama koje ugrožavaju plovidbu. Ovalnog je oblika, dugačak oko 149 milja (240 km) i 75 milja (120 km) širok.
Georges Bank također je bio na glasu kao ribolovno područje koje je 1994. za ribolov zatvoreno na neodređeno vrijeme kako bi se zaštitio riblji fond, među kojima Pleuronectes ferruginea.
Ime se prvi puta spominje na Velascovoj mapi kao S. Georges Banck.
- Georges Bank iz satelita